# Partido de Punta Indio
Punta Indio es uno de los 135 partidos de la provincia argentina de Buenos Aires. Tiene por cabecera a la localidad de Verónica.
El 6 de diciembre de 1994 consiguió su autonomía con la promulgación de la Ley provincial que dividió al entonces partido de Magdalena. Asumieron sus primeras autoridades el 10 de diciembre de 1995.

## Geografía

### Descripción
El Partido de Punta Indio fue creado por Ley 11584 sancionada por la Legislatura de la provincia de Buenos Aires el 6 de diciembre de 1994, y sus primeras autoridades electas asumieron el 11 de diciembre de 1995.
El Municipio se encuentra ubicado al noreste de la provincia de Buenos Aires, sobre la bahía de Samborombón.
Limita al norte con el Partido de Magdalena y el Río de la Plata, al este el Río de la Plata, al sur la bahía de Samborombón y el río del mismo nombre, y hacia el oeste lo separa del Partido de Chascomús. Se accede a él por las Rutas Provinciales 11 y 36 que lo vinculan con Magdalena, La Plata y Buenos Aires al norte. La ruta provincial N.º 20 lo une con Chascomús y la ruta provincial N.º 11 lo relaciona hacia el sur con Dolores y la Costa Atlántica Argentina.
La ciudad cabecera es Verónica, que junto a Pipinas, Punta del Indio, Álvarez Jonte, Las Tahonas, Luján del Río, La Viruta, Monte Veloz y Punta Piedras son sus centros poblados.
Tiene 1550 km² y su población, según el censo municipal 2001 arroja unos 10 660 habitantes, mientras que en el censo nacional de población 2022 asciende a los 12 297 habitantes.

### Sismicidad
La región responde a las subfallas «del río Paraná», y «del río de la Plata», y a la falla de «Punta del Este», con sismicidad baja; y su última expresión se produjo el 5 de junio de 1888 (136 años), a las 3.20 UTC-3, con una magnitud aproximadamente de 5,0 en la escala de Richter (terremoto del Río de la Plata de 1888).
La Defensa Civil municipal debe advertir sobre escuchar y obedecer acerca de 
Área de
- Tormentas severas, poco periódicas, con Alerta Meteorológico
- Baja sismicidad, con silencio sísmico de 136 años

## Generalidades
El Municipio de Punta Indio cuenta con una moderna sede comunal en Verónica y Delegaciones Municipales en las localidades de Pipinas y Punta del Indio. También existen centros y efectores privados, que atienden a la población en los principales centros urbanos.
Las poblaciones cuentan con servicios de electricidad, telefonía, desagües pluviales y alumbrado público, a los que en Verónica y Pipinas se les deben agregar pavimentos, agua potable, cloacas y recientemente la provisión de gas natural.
El Municipio tiene el atractivo turístico de las playas de la localidad de Punta del Indio dentro del Parque Costero del Sur (Reserva de Biosfera Mundial declarada por la Unesco) y en el desarrollo de un complejo turístico en la localidad de Pipinas. En ese mismo sentido se ha capacitado a jóvenes locales como Técnicos Superiores en Turismo.
En el aspecto educacional, el distrito cuenta con un Instituto Terciario, tres establecimientos de nivel secundario, quince escuelas primarias, cuatro Jardines de Infantes, dos Servicios de Educación Inicial Mínimo y una Escuela de Educación Especial.
El municipio a través de la aplicación de planes de empleo y capacitación y de desarrollo del parque industrial busca cubrir las necesidades laborales de la población del distrito sin dejar de lado las fuentes de trabajo existentes como las empresas, emprendimientos, comercios y servicios privados o estatales como los dependientes de la Fuerza Aeronaval Número 1 y otras reparticiones nacionales, provinciales o municipales y las vinculadas a la agricultura, ganadería y afines al medio rural.
Históricamente este distrito integró los Pagos de la Magdalena, por ser parte de la zona de influencia de esta ciudad fundada en la época colonial como avanzada en la zona contra los indios Querandíes, primitivos habitantes de este suelo. A medida que pasaron los años, avanzando la frontera hacia el sur, esta zona no sufrió grandes modificaciones, siendo un sector dedicado a la ganadería extensiva en estancias sin grandes asentamientos humanos.
A principios del siglo XX la fisonomía cambió rápidamente con la llegada del ferrocarril, la fundación de sus principales centros urbanos, la instalación de la Base Aeronaval Punta Indio y la fábrica cementera Corcemar, y la llegada de un importante grupo de inmigrantes que impulsaron la agricultura y la producción en chacras y tambos, y de gente de distintos sectores del país atraída por las expectativas de trabajo que surgían en estos pagos.
De esta manera esta zona inició un desarrollo importante que obligó, y en muchos casos por propia iniciativa de sus habitantes, a dotar de los servicios esenciales para una mejor condición de vida, como también al surgimiento de un importante número de instituciones intermedias que dieron vida a una destacada actividad cultural, social y deportiva.
Este tipo de iniciativas fue la base para que a partir de fines de la década del 50 y principios del 60, y nuevamente en 1989 hasta conseguirlo en 1994, esta zona pidiera la separación del Municipio de Magdalena, haciendo posible esta identidad bien definida que caracteriza a este sector del territorio bonaerense.

## Transporte
- Línea 411
- Línea 600

## Economía
Económicamente hablando, su producción se basa en la ganadería de cría, a la que se dedica la mayor extensión de su superficie, siendo sus suelos poco aptos para la cosecha fina, por lo que se dedica el cultivo esencialmente para el forraje.
En su territorio se encuentra ubicada la Base Aeronaval Punta Indio, destino militar donde funciona la Fuerza Aeronaval Número 1 (FAE1), de quien depende la Escuela de Aviación Naval (ESAN) (destinada a la formación del Personal Superior y Subalterno del arma aérea de la Armada), el Taller Aeronaval Punta Indio (TVPI) (quien presta el apoyo logístico a las aeronaves con asiento en la Base), la Escuadrilla Aeronaval de Vigilancia Marítima (EA1V) (con aeronaves BEACHCRAFT B200) (realiza control del sector marítimo, vuelos SAR y relevamientos fotográficos para la nación, provincia, municipios y particulares con reconocida calidad y eficiencia), siendo esta la principal fuente laboral del partido.
También existen emprendimientos industriales como la Planta de SEVEN SACIFIA (velas y derivados de parafina), VAHER S.A. (molienda de conchilla y derivados), FAMACON (fábrica de molinos de viento) y el Frigorífico Verónica, que junto a las reparticiones oficiales nacionales, provinciales y municipales, establecimientos de enseñanza inicial, primaria, secundaria y terciaria y comercio en general conforman las fuentes laborales más importantes del distrito.
El cierre de la planta de cemento de Loma Negra en la localidad de Pipinas ha ocasionado un grave deterioro de la situación laboral, lo que sumado a las reducciones de personal en la Base Aeronaval Punta Indio y a los efectos de la crisis de la década pasada, han dejado a nuestro Partido con un nivel de indigencia del 48% y un importante nivel de desocupación, que se ha ido revirtiendo lentamente luego de la devaluación.
La situación geográfica es muy beneficiosa, ya que se encuentra a pocos kilómetros de grandes centros poblados, con grandes extensiones libres de contaminación, lo que conlleva importantes ventajas comparativas en cuanto a la generación de proyectos turísticos basados en el Parque Costero del Sur y turismo de estancias, y en la radicación de empresas por su cercanía a los principales centros de consumo de la Argentina. Se han realizado importantes obras de infraestructura necesaria para ofrecer a los inversionistas, por lo que el futuro se muestra promisorio.

## Población
Según los resultados definitivos del censo de 2022 la población del partido alcanza los 12.297 habitantes.

## Intendentes
| Año       | Partido político        | Intendente                  |
| --------- | ----------------------- | --------------------------- |
| 1995-1999 | Partido Justicialista   | Luis Alberto Colabianchi    |
| 1999-2003 | Partido Justicialista   | Luis Alberto Colabianchi    |
| 2003-2007 | Unión Cívica Radical    | Héctor Equiza               |
| 2007-2011 | Unión Cívica Radical    | Héctor Equiza               |
| 2011-2015 | Frente para la Victoria | Hernán Y Zurieta            |
| 2015-2019 | Frente para la Victoria | Hernán Y Zurieta            |
| 2019-2021 | Frente de Todos         | Hernán Y Zurieta (renunció) |
| 2021-2023 | Frente de Todos         | David Angueira (Interino)   |
| 2023-     | Unión por la Patria     | David Angueira              |

## Medios de Comunicación
- Revista Punta Indio

- Cablevisión Veronica

- Fiber Fly Tv (cablevision por fibra optica)

- Semanario El Regional Costero Facebook Oficial

- Punta Indio Web Noticias e información

- Señal Urbana +  FM 98.9 - canal 15.2 de Fiber fly tv

- FM Punta del Indio 100.3 www.fmpuntadelindio.com.ar (Única radio comunitaria dentro de la Reserva Mundial de Biosfera UNESCO - Parque Costero del Sur)

- Fm Nova 93.7

- Fm del Sur 103.7

- Fm Comunicación Popular Pipinas 107.9

- Frecuencia Esperanza 89.5

## Localidades del partido
- Verónica, 6546 hab.
- Pipinas, 954 hab.
- Punta del Indio, 569 hab.
- Álvarez Jonte, 38 hab.
- Las Tahonas
- Monte Veloz

- Punta Piedras 12 hab.